# Schimmelius ochraceus
Schimmelius ochraceus là một loài bọ cánh cứng trong họ Elateridae. Loài này được Platia miêu tả khoa học năm 1994.